# Got ‘til It’s Gone
A Got ‘Til It’s Gone Janet Jackson amerikai pop- és R&B-énekesnő első kislemeze a hatodik, The Velvet Rope című stúdióalbumáról.

## Háttere
A dal részletet használ fel Joni Mitchell Big Yellow Taxi című számából, ami 1970-ben jelent meg Mitchell Ladies of the Canyon című albumán.
A dal producerei állítólag a The Ummah hiphopegyüttes (Q-Tip, J Dilla & Ali Shaheed Muhammad), mint azt J Dilla rajongói többször is állították. Maga J Dilla is azt nyilatkozta, hogy ők hárman voltak a dal producerei, miután Jackson a Hazug igazság forgatásán találkozott Q-Tippel. Egy remixet is készítettek a dalhoz Ummah Jay Dee's Revenge Mix címmel.

## Fogadtatása
A dal csak az Egyesült Államokon kívül jelent meg, de az USA-ban is játszották a rádiók, és a rádiós játszásokon alapuló Billboard-slágerlistán bekerült a Top 40-be. Az R&B/Hip Hop slágerlistán a Top 5-be került. Európában nagy siker lett, a legtöbb országban a Top 20-ba került, Ausztráliában pedig a Top 10-be. Japánban és Dél-Afrikában listavezető lett.
Ez volt Jackson első olyan kislemeze, melynek megjelentetésénél nem használta a vezetéknevét, egyszerűen csak Janetként szerepelt a kislemezborítón, az albumborítón és a slágerlistákon is.

## Videóklip és remixek
A videóklipet Mark Romanek rendezte, és in Los Angelesben forgatták. A klip Dél-Afrikában játszódik az apartheid idején, Janet egy bárénekesnőt alakít. A klip az 1960-as és 70-es évek afrikai és afroamerikai kultúrájának hatását mutatja. A klipet gyakran játszották és a mai napig játsszák az USA-ban annak ellenére, hogy a kislemez ott nem jelent meg, és 1998-ban Grammy-díjat nyert legjobb videóklip kategóriában.

### Hivatalos remixek listája
| - Got ‘Til It’s Gone (Armand van Helden 12" Remix) – 12:50 - Got ‘Til It’s Gone (Armand van Helden Bonus Beats) – 5:05 - Got ‘Til It’s Gone (Armand van Helden Extended Mix) – 10:12 - Got 'Til It's Gone (Armand van Helden Speedy Garage Mix) – 9:12 - Got ‘Til It’s Gone (Def Bass Mix) – 9:06 - Got ‘Til It’s Gone (Def Club Mix) – 10:53 - Got ‘Til It’s Gone (Def Club Mix UK Edit) – 5:12 - Got ‘Til It’s Gone (Def Instrumental) – 8:37 - Got ‘Til It’s Gone (Def Radio Mix) – 3:15 - Got ‘Til It’s Gone (Extended Version) – 5:33 - Got ‘Til It’s Gone (Instrumental) – 4:53 - Got ‘Til It’s Gone (Mellow Mix) – 5:11 - Got ‘Til It’s Gone (Mellow Mix Edit) – 3:52 - Got ‘Til It’s Gone (Morales Classic Club Mix) – 8:48 | - Got ‘Til It’s Gone (Morales Classic Club Mix w/ Intro) – 10:11 - Got ‘Til It’s Gone (Morales Classic Club Radio Mix) – 3:53 - Got ‘Til It’s Gone (Morales Drum, Bass, & Beats Remix) – 3:52 - Got ‘Til It’s Gone (Morales Drum & Beats Remix) – 3:52 - Got ‘Til It’s Gone (Morales My Club Mix) – 7:48 - Got ‘Til It’s Gone (Nellee Hooper Master Mix) – 4:19 - Got ‘Til It’s Gone (No Q-Tip Edit) – 3:51 - Got ‘Til It’s Gone (No Rap) – 5:38 - Got ‘Til It’s Gone (Radio Edit) – 3:40 - Got ‘Til It’s Gone (Soul Solution Club Mix) – 7:24 - Got ‘Til It’s Gone (Soul Solution X-Mix Abducted Mix) – 7:17 - Got ‘Til It’s Gone (Ummah Jay Dee’s Revenge Mix) – 3:43 - Got ‘Til It’s Gone (Ummah’s Uptown Saturday Night Mix) – 4:18 - Got ‘Til It’s Gone (Video Mix) – 4:23 |

## Változatok
CD kislemez (USA)
- Got ‘Til It’s Gone (Radio Edit) (3:44)
- Got ‘Til It’s Gone (No Q-Tip) (3:54)
- Got ‘Til It’s Gone (No Rap) (3:43)
- Got ‘Til It’s Gone (Instrumental) (4:53)
- Got ‘Til It’s Gone (Album version) (4:02)

CD kislemez (Japán)
- Got ‘Til It’s Gone (Radio Edit) (3:41)
- Got ‘Til It’s Gone (Mellow Mix) (5:11)
- Got ‘Til It’s Gone (Nellee Hooper Master Mix) (4:19)
- Got ‘Til It’s Gone (Mellow Mix Edit) (3:52)
- Got ‘Til It’s Gone (Album version) (4:02)

CD kislemez (Európa)
- Got ‘Til It’s Gone (Radio Edit) (3:41)
- Got ‘Til It’s Gone (Mellow Mix) (5:11)

Kazetta (Egyesült Királyság)
- Got ‘Til It’s Gone (Radio Edit) (3:44)
- Got ‘Til It’s Gone (Mellow Mix) (5:11)
- Got ‘Til It’s Gone (Nellee Hooper Master Mix) (4:19)
- Got ‘Til It’s Gone (Mellow Mix Edit) (3:51)
- Got ‘Til It’s Gone (Radio Edit) (3:44)
- Got ‘Til It’s Gone (Mellow Mix) (5:11)
- Got ‘Til It’s Gone (Nellee Hooper Master Mix) (4:19)
- Got ‘Til It’s Gone (Mellow Mix Edit) (3:51)

## Helyezések
| Slágerlista (1997)                            | Legmagasabb helyezés |
| --------------------------------------------- | -------------------- |
| USA Billboard Hot 100 Airplay                 | 36                   |
| USA Billboard Hot R&B/Hip-Hop Singles Airplay | 3                    |
| USA Billboard Rhythmic Top 40                 | 12                   |
| USA ARC Top 40                                | 13                   |
| Ausztrál ARIA Top 50                          | 10                   |
| Belga kislemezlista                           | 30                   |
| Brit kislemezlista                            | 6                    |
| Dán kislemezlista                             | 10                   |
| Dél-afrikai kislemezlista                     | 1                    |
| Finn kislemezlista                            | 22                   |
| Francia kislemezlista                         | 11                   |
| Kanadai kislemezlista                         | 10                   |
| Holland kislemezlista                         | 9                    |
| Japán kislemezlista                           | 1                    |
| Német kislemezlista                           | 17                   |
| Svájci kislemezlista                          | 11                   |
| Svéd kislemezlista                            | 6                    |
| EuroChart Hot 100 kislemez                    | 6                    |